# Rudy Matthijs
Rudy Matthijs (Eeklo, 3 de març de 1959) és un ciclista belga, ja retirat, que fou professional entre 1981 i 1988. Durant la seva carrera esportiva destaquen quatre victòries d'etapa al Tour de França, una al de 1983 i tres al de 1985.

## Palmarès
- 1981
  - 1r a l'Omloop Schelde-Durme
  - 1r al Critèrium de Mooslede
  - 1r al Premi de Teralfene
- 1982
  - 1r al Gran Premi de Fourmies
  - 1r al Gran Premi Jef Scherens
  - 1r al Premi de Deinze
  - 1r al Premi de Vosselaar
- 1983
  - 1r a l'Onze-Lieve-Vrouw Waver
  - 1r a la Volta a Limburg
  - 1r al Premi de Haasdonk
  - 1r a la Leeuwse Pijl
  - Vencedor d'una etapa del Tour de França
- 1984
  - 1r al Campionat de Flandes
- 1985
  - 1r al Critèrium de Wielsbeke
  - 1r al Critèrium de Londerzeel
  - 1r al Premi de Zwevezele
  - Vencedor de 3 etapes del Tour de França
  - Vencedor d'una etapa de la Volta a Suïssa
- 1987
  - 1r al Premi de Wielsbeke

### Resultats al Tour de França
- 1983. Abandona (10a etapa). Vencedor d'una etapa
- 1984. Abandona (10a etapa)
- 1985. 135è de la classificació general. Vencedor de 3 etapes